# Кызылтан (Омская область)
Кызылтан — аул в Нововаршавском районе Омской области России. Входит в состав Черлакского сельского поселения.

## История
В 1982 году Указом Президиума Верховного Совета РСФСР поселок Третье отделение совхоза имени 50-летия СССР переименован в аул Кызылтан.

## Население
| 2010 |
| ---- |
| 142  |